# Sumqayıt PFK
Sumqayıt PFK is een Azerbeidzjaanse voetbalclub uit Sumqayıt.
De club werd opgericht in 2010 en werd na het eerste seizoen waarin de club als zevende in de Eerste Divisie eindigde om sponsorredenen en het faillissement van stadgenoot en kampioen FK Absheron naar de Yüksək Dəstə gepromoveerd.

## In Europa
Uitslagen vanuit gezichtspunt
| Seizoen | Competitie        | Ronde | Land                     | Club                   | Totaalscore | 1e W    | 2e W    | PUC |
| ------- | ----------------- | ----- | ------------------------ | ---------------------- | ----------- | ------- | ------- | --- |
| 2020/21 | Europa League     | 1Q    | Vlag van Noord-Macedonië | FK Shkendija 79 Tetovo | 0-2         | 0-2 (T) |         | 0.5 |
| 2021/22 | Conference League | 2Q    | Vlag van Servië          | FK Čukarički           | 0-2         | 0-0 (U) | 0-2 (T) | 0.5 |
| 2024/25 | Conference League | 2Q    | Vlag van Hongarije       | MOL Fehérvár FC        | 1-2         | 1-2 (T) | 0-0 (U) | 0.5 |

Totaal aantal punten voor UEFA coëfficiënten: 1.5
Zie ook
- Deelnemers UEFA-toernooien Azerbeidzjan
- Ranglijst van alle clubs die in de diverse Europa Cups zijn uitgekomen

## Bekende (ex-)spelers
- Orkhan Aliyev
- Taner Taktak

## Galerij

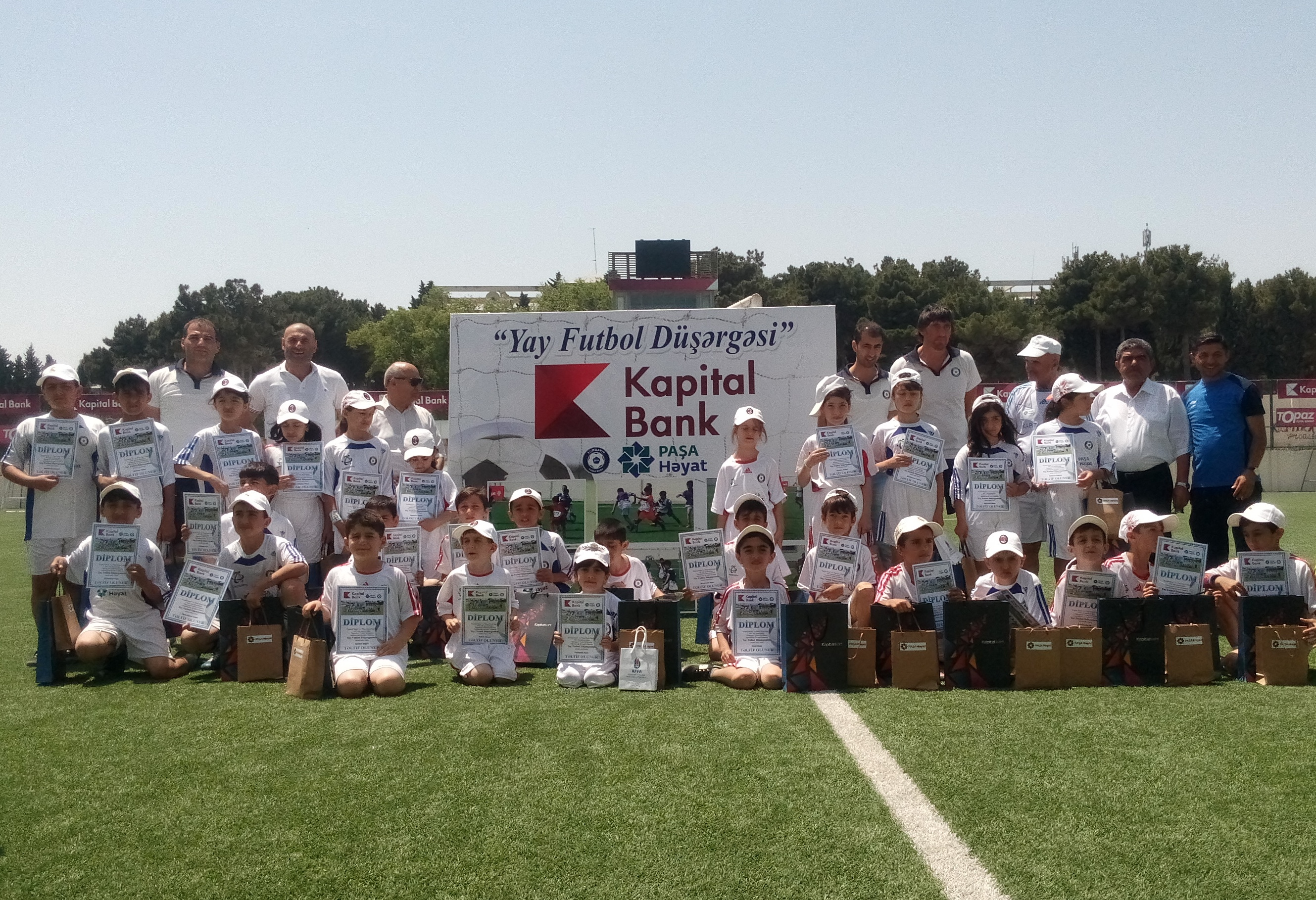
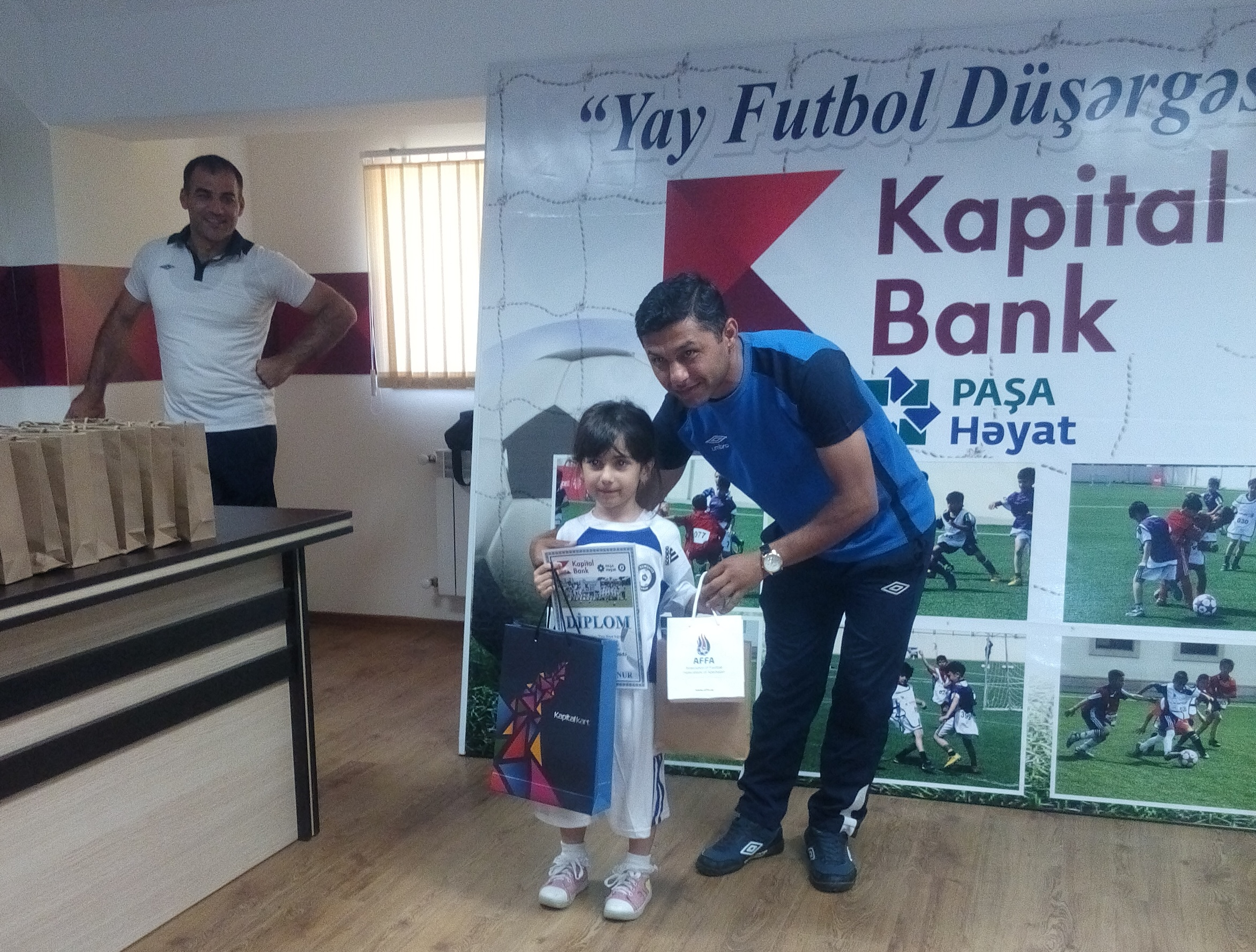

Araz-Naxçıvan PFK ·
Kəpəz PFK ·
Neftçi ·
Qarabağ ·
Sabah FC ·
Səbail · 
Şamaxı FK ·
Sumqayıt ·
PFK Turan Tovuz ·
Zirə